# Das Spiegellabyrinth
Das Spiegellabyrinth (Originaltitel: The Looking Glass Wars) ist der erste Teil einer Roman-Trilogie des US-amerikanischen Autors Frank Beddor. Es ist eine Neuerzählung der Kinderbuch-Klassiker von Lewis Carroll Alice im Wunderland und Alice hinter den Spiegeln. Die englische Originalausgabe erschien erstmals 2004 in Großbritannien, die deutsche Übersetzung erschien 2005.

## Inhalt

### Zusammenfassung
Alyss ist als Tochter der Herzkönigin die rechtmäßige Prinzessin des Wunderlandes. Doch an ihrem siebten Geburtstag tötet ihre vertriebene Tante Redd ihre Eltern und reißt gewaltsam die Herrschaft über das Wunderland an sich. Nur mit knapper Not kann Alyss durch ein Portal in die das London des 19. Jahrhunderts fliehen, wo sie aber völlig hilf- und schutzlos ist und sich als Straßenkind durchschlagen muss und schließlich in ein Waisenhaus gebracht wird. Eines Tages wird sie von einer wohlhabenden Familie adoptiert, der sie immer wieder erzählt, dass sie eine Prinzessin sei und aus dem Wunderland stamme. Es glaubt ihr jedoch niemand und sie wird sogar als Lügnerin bezeichnet.
13 Jahre später glaubt Alice, wie sie nun genannt wird, selbst nicht mehr an das Wunderland und ist kurz davor den Prinzen von England zu heiraten. Doch ihr getreuer Leibwächter aus dem Wunderland, der ebenfalls mit ihr geflohen ist, hat verzweifelt nach ihr gesucht und bringt sie ins Wunderland zurück, wo Alyss/Alice ihren rechtmäßigen Platz als Königin einnehmen und ihre intrigante Tante Redd stürzen soll.

### Handlungsverlauf

#### Prolog
Das elfjährige Mädchen Alice Liddell sitz am Ufer des Flusses Cherwell bei einem Picknick. Sie hat schreckliches in ihrem Leben durchgemacht doch niemand glaubte ihr und nun wartet gespannt auf die erste Ausgabe eines Buches, in welchem ihre Lebens- und Leidensgeschichte festgehalten werden und so beweisen soll, dass sie recht hatte. Doch stellt sie mit entsetzen fest, dass der Autor; Reverend Charles Dodgson, ein Freund ihrer Familie, unter dem Pseudonym Lewis Carroll ihren gesamten Leidensweg zu einem Kinderbuch mit Nonsens-Geschichten und ihre Freunde und Feinde zu Witzfiguren gemacht hat. Verletzt und voller Zorn rennt Alice davon.

#### Erster Teil
Der Anfang des Buches setzt vier Jahre zuvor in einer völlig anderen Welt ein, dem Wunderland, wo gerade in der ganzen Hauptstadt Wundertropolis, der siebte Geburtstag von Prinzessin Alyss gefeiert wird, der Tochter der Herzkönigin Genevieve.
Alyss schleicht sich aber, während der Feiern, die ihr zu Ehren stattfinden, zusammen mit ihrem besten Freund Dodd Anders, dem Sohn des Hauptmanns der Palastwache, aus dem Herzpalast um ein wenig von Wundertropolis zu erkunden. Dabei finden beide ein kleines Kätzchen, dass offensichtlich ein Geburtstagsgeschenk für die Prinzessin sein soll. Doch als Alyss und Dodd den Palast wieder betreten läuft ihnen die kleine Katze weg. Kurze Zeit später wird der Palast von Redd, der verbannten Schwester von Genevieve angegriffen, wobei Dodds Vater von den Kätzchen, das sich in einen anthropomorphen Kater verwandeln kann getötet. Dieser ist die rechte Hand der Königin, besitzt neun Leben und hat vorher das Sicherheitssystem des Palastes deaktiviert. Alyss kann mit ihrem Leibwächter und dem besten Kämpfer des Wunderlandes Mac Rehhut fliehen und muss somit nicht mit ansehen wie nur wenig später Redd Genevieve tötet, genau wie sie es zuvor schon bei Alyss Vater, König Nolan getan hat.
Alyss und Mac gelangen zum Teich der Tränen der ein Portal in eine andere Welt darstellt und springen gemeinsam hinein, wobei sie fast vom Kater getötet werden. Alyss landet daraufhin durch eine Pfütze auf einer Straße in London des Jahres 1859 durchnässt und völlig verwirrt, stellt sie fest, dass sie sich von Mac getrennt hat und versucht sie den Leuten klarzumachen, dass sie eine Prinzessin aus dem Wunderland sei, wobei ihr jedoch verständlicherweise niemand glaubt, bis sie auf einen Straßenjungen Namens Quigley trifft der sie mit zu seiner Bande von weiteren Straßen- und Waisenkindern nimmt. Für eine kurze Zeit füllt sich Alyss bei den Kindern geborgen und versucht zusammen mit Quigley, Geld für sie alle aufzutreiben, indem sie mit ihrer natürlichen Fantasie oder Imagination, die sie als Wunderländerin besitzt, Blumen zum Singen bringt und damit vor Publikum auftritt. Doch mit jeder Vorstellung wird ihre Fantasie schwächer, bis sie gänzlich verschwunden ist. Durch ihre Einnahmequellen gebracht und vom Hunger getrieben versucht die Bande gemeinsam, auf Alyss Plan hin, einen Fleischer zu bestehlen, doch Alyss wird dabei festgenommen und in ein Waisenhaus gebracht. Eines Tages wird sie von der wohlhabenden Familie Liddell adoptiert, die aber jede ihrer Geschichten, die sie über das Wunderland erzählt als Lügen und Hirngespinste abstempelt. Einzig Reverend Charles Lutwidge Dodgson, ein Freund der Familie scheint ihr zu glauben und verspricht ihre Geschichte in einem Buch zu veröffentlichen. Doch als er der mittlerweile elfjährigen Alyss die Erstausgabe seines Werkes „Alice’ Abenteuer unter der Erde“ zeigen will stellt sie mit Entsetzen fest, dass er nicht nur, wie jeder andere, ihren Namen falsch geschrieben hat, sondern auch ihre ganze Geschichte ins lächerliche gezogen hat, wütend und traurig läuft sie weg, doch nicht bevor sie ihm gesagt hat, dass sie ihn nie wieder sehen will. (Siehe Prolog)
Mac Rehhut ist währenddessen ebenfalls durch ein Portal in einer Pfütze in Paris gelandet, wo er sich sofort auf die Suche nach der Prinzessin macht und dabei nicht nur einmal mit dem Gesetz in Konflikt kommt, wobei ihm aber immer wieder seine Ansammlungen von Spezialwaffen, unter andern auch sein Zylinder, der sich in rotierende Klingen verwandeln kann, und seine antrainierten Kampffähigkeiten helfen, sich aus solchen Situationen befreien. Daraufhin durchkämmt er ganz Europa nach Alyss, wobei er sich aber stets an Hutgeschäfte hält, um an Informationen zu gelangen. Nach dreizehn Jahren hat er mittlerweile die ganze Welt nach Alyss abgesucht, als ihm zufällig ein Exemplar von Reverenbd Dodgson alias Lewis Carroll Buch das dieser mittlerweile unter dem Titel „Alice im Wunderland“ veröffentlicht hat, in die Hände fällt.

#### Zweiter Teil
Mac findet Mithilfe des Buches und dessen Autor heraus, wo sich Alyss, nach all den Jahren, aufhält, und kehrt mit diesem Wissen durch Portal-Pfützen, die er nun ausfindig machen kann, zurück ins Wunderland.
Im Wunderland hat Redd mittlerweile, in dreizehn Jahren, eine grausame Diktatur errichtet, wobei sie jeden Andersdenkenden entweder verschwinden oder ganz einfach töten lässt. Doch der Widerstand, die „Alyssier“, zu Ehren der totgeglaubten Prinzessin des Wunderlandes, unter der Führung des ehemaligen Oberbefehlshabers der königlichen Truppen General Doppelgänger, versucht mit allen Mitteln, die ihnen zur Verfügung stehen, Redds Terrorherrschaft zu zerschlagen und dem Wunderland wieder zu einstigem Glanz zu verhelfen. Als sie eines Tages in ihrem Hauptquartier Rat abhalten, taucht aus dem Teich der Tränen der ebenfalls für tot erklärte Mac Rehhut auf, um ihnen zu berichten, dass Alyss noch am Leben sei.
Alice, wie sie sich (und die restliche Gesellschaft) nennt, ist nun zwanzig Jahre alt, und steht kurz davor den jüngsten Sohn von Königin Victoria zu heiraten, und an das Wunderland glaubt sie selbst kaum noch. Doch während der Trauung taucht in der Kirche plötzlich der Kater zusammen mit ein paar Kartenkriegern auf um Alyss, nachdem Redd zu Ohren gekommen ist, dass diese noch am Leben ist, endgültig zu töten doch wird sein Vorhaben vom ebenfalls anwesenden erwachsenen Dodd Anders vereitelt der zusammen mit Alyss zurück ins Wunderland flieht.

#### Dritter Teil
Zurück in ihrer eigentlichen Heimat glaubt Alyss nachdem ihr all die Jahre eingeredet wurde, dass das Wunderland überhaupt nicht existiert, zuerst es handle sich alles nur um einen Traum oder eine Einbildung. Doch mit der Zeit begreift sie, dass alles doch real sein muss und alle Erinnerungen, die sie über die Jahre hinweg verdrängt hatte kommen zu ihr zurück.
Sie schließt sich daraufhin den Alyssiern an und kehrt zuerst einmal mit Dodd zusammen nach Wundertropolis zurück um noch einmal ihr altes Zuhause sehen zu können, doch als sie beim Herzpalast ankommen, ist dieser nicht mehr als eine Ruine und wird kurze Zeit später vollständig von Redd, nachdem sie Anwesenheit von Alyss dort wahrgenommen hatte, zerstört. Nach diesem Vorfall beschließt Alyss durch das Spiegellabyrinth zu gehen, um wie ihre Mutter einst zuvor eine Kriegerkönigin zu werden und die wahre Kraft ihrer Imagination zu entfalten.
Nach einigen Kämpfen und Strapazen, unter anderem der Begegnung mit einer wütenden Jabberwock-Mutter, gelangen Alyss, Mac, Dodd, General Doppelgänger und Nanik Schneeweiß, der Hoflehrer der Prinzessin in das Tal der Pilze um die Raupen, die Orakel des Wunderlandes, nach dem Standort des Spiegellabyrinthes zu befragen. Die blaue Raupe Blauw berichtet Alyss sie müsse den Rätsel-Laden aufsuchen, dort werde sie den Schlüssel für das Labyrinth finden. Kurz bevor sie den Laden betreten können, werden die Alyssier von Redds Truppen angegriffen und Alyss kann zusammen mit Homburg-Molly, dem Mädchen das ihr den Standort des Ladens gezeigt hat, in den selbigen fliehen und kurze Zeit später in das Spiegellabyrinth eintreten. Im Labyrinth findet Alyss sich vor einer Vielzahl von Spiegeln wieder, die ihr Bilder aus der Vergangenheit, Gegenwart und Zukunft zeigen, um sie von ihrem Weg abzubringen und ihre Aufgabe nicht zu erfüllen, das weiße Zepter des Wunderlands an sich zu nehmen und so die Macht einer Königin zu erhalten. Nach einigem zögern gelingt es Alyss jedoch das Zepter zu erreichen und als Königin das Labyrinth wieder zu verlassen. Sie ist nun bereit sich Redd zum Kampf zu stellen und die Alyssier machen sich auf den Weg zu ihrer Festung. Während des Kampfes mit Redd ist Alyss gezwungen, die ganze Kraft ihrer Imagination anzuwenden, und es scheint zuerst, als würde sie ihr unterliegen, doch dann kann sie Redd in die Knie zwingen, zögert, aber sie zu töten, was Redd ausnutzt und in das Herz von Wunderland, den Herzkristall, springt, woraufhin ihr der auch Kater folgt. Ob Redd zurückkehren kann, ist ungewiss. Alyss wird zu neuen Königin des Wunderlandes gekrönt und versprach das gesamte Wunderland in dessen einstigen Glanz wieder zu errichten.

## Charaktere
- Prinzessin Alyss

Alyss verfügt als Prinzessin des Wunderlandes über eine enorm große Fantasie, mit der sie einfach Dinge aus Nichts erschaffen und wieder verschwinden lassen kann, doch nach ihrer Flucht aus dem Wunderland in die reale Welt verliert sie diese Fähigkeit und erlangt sie erst wieder als sie ins Wunderland zurückkehrt und schließlich das Spiegellabyrinth durchschreitet. Sie wird als besonders hübsches Mädchen und wunderschöne Frau beschrieben, die eine Haut wie aus Porzellan und lange schwarze Haare besitzt. Dies steht im Gegensatz zur Romanvorlage Carrolls, wo Alice Haarfarbe eindeutig als blond beschrieben wird.
- Mac Rehhut (Im Original: Hatter Madigan)

Mac Rehhut ist der Leibwächter der königlichen Familie und Mitglied des wunderländischen Geheimdienstes der Modisterei. Zu seiner Standardausrüstung gehören ein langer Mantel, ein Rucksack in dem sich diverse Spezialwaffen befinden, zwei Stahlarmbänder, die er an beiden Handgelenken trägt und ein großer Zylinder, den er im Kampf in ein Wurfmesser verwandeln kann. Kurz vor dem Tod von Königin Genevieve, nahm er ihr das Versprechen ab Alyss mit seinem Leben zu beschützen und sie zu ihrem rechtmäßigen Platz als Königin des Wunderlandes zu führen. Sein Name ist ein Anagramm aus dem Wort „Hutmacher“, was wohl daher kommt, dass der verrückte Hutmacher aus den Alice Werken als Vorlage für seine Figur diente.
- Dodd Anders (Im Original: Dodge Anders)

Dodd ist der Sohn des Hauptmanns der Palastwache und war Alyss' bester Freund als beide noch Kinder waren. Er ist drei Jahre älter als sie und scheint auch mehr als nur freundschaftliche Gefühle für sie zu hegen. Sein Vater wurde bei Redds Machtübernahme vom Kater getötet und seither sinnt er nach Rache und schloss sich den Alyssiern an.
- Königin Redd

Redd ist die grausame und erbarmungslose Tante von Alyss. Sie wurde von ihren Eltern von der Thronfolge ausgeschlossen, weil sie schon als Kind einen schlechten Charakter besaß, woraufhin sie ihre Mutter mit einem Giftpilz tötete und ihr Vater danach kurze Zeit später an Wahnsinn starb. Sie führte zuerst einen Bürgerkrieg mit ihrer Schwester Genevieve um den Thron von Wunderland, in welchem sie aber unterlag und sich in eine Festung in den äußersten Winkel des Wunderlandes zurückziehen musste. Am siebten Geburtstag ihrer Nichte Alyss griff jedoch erneut ihre Schwester an und konnte, indem sie sie tötete und Alyss aus dem Wunderland vertrieb, die Herrschaft über das Wunderland an sich reißen. Bei der Rückkehr von Alyss wurde sie aber von ihr besiegt. Sie konnte aber im letzten Moment noch in den Herzkristall springen.
Redd zeigt Charakterzüge der Herzkönigin aus Alice im Wunderland und der Roten Königin aus Alice hinter den Spiegeln, so lässt sie zum Beispiel ihren Feinden immer den Kopf abschlagen.
- Der Kater (Im Original: the Cat)

Der Kater ist der Anführer der Truppen von Königin Redd und ihr stärkster Krieger. Er besitzt zwei Gestalten, die eine ist die eines kleinen jungen Kätzchen, die er zur Täuschung seiner Gegner benutzt, sich aber danach in seine zweite wahre Gestalt verwandeln kann, den tödlichen anthromorphen Riesenkater mit messerscharfen Krallen und Zähnen wie Rasierklingen. Immer bevor er seine Opfer tötet, lässt er sie sein diabolisches Grinsen sehen. Er besitzt neun Leben was ihm im Kampf einen erheblichen Vorteil (aber auch Nachteil) verschafft. Die Gestalt des Katers basiert auf der Grinsekatze.

## Ausgaben

### Buchausgaben
Englisch
- The Looking Glass Wars: Dial, 2006, ISBN 0-8037-3153-1 (Gebundene-Ausgabe)
- The Looking Glass Wars: Egmont Books Ltd, 2005, ISBN 1-4052-1976-9 (Taschenbuch-Ausgabe)
- The Looking Glass Wars: Speak, 2004, ISBN 0-14-240941-3 (Taschenbuch-Ausgabe)
- The Looking Glass Wars - Seeing Redd: Dial, 2007, ISBN 0-8037-3155-8 (Gebundene-Ausgabe)
- The Looking Glass Wars - Seeing Redd: Egmont Books Ltd, 2007,  ISBN 1-4052-0988-7 (Taschenbuch-Ausgabe)

Deutsch
- Das Spiegellabyrinth: dtv, 2005, ISBN 3-423-24500-X (Taschenbuch-Ausgabe)
- Das Spiegellabyrinth: dtv, 2007, ISBN 3-423-71210-4 (Taschenbuch-Ausgabe)

### Hörbücher
- The Looking Glass Wars: Scholastic, 2006, ISBN 0-439-89848-X
- Das Spiegellabyrinth: Hörbuch Hamburg, 2007, ISBN 3-86742-601-5
- Das Spiegellabyrinth: Hörbuch Hamburg, 2007, ISBN 3-89903-255-1

### Begleitmaterial
- Hatter M: The Looking Glass Wars #1, Desperado Publishing, 2005.
- Hatter M: The Looking Glass Wars, Desperado Publishing, 2007.
- Princess Alyss of Wonderland: Dial, 2007, ISBN 0-8037-3251-1

### Musik
- The Looking Glass Wars Soundtrack: Automatic Records, 2006.

## Auszeichnungen und Pressestimmen
- Book of the Year 2004

„Eine geniale neue Version von "Alice im Wunderland" - kraftvoll, handlungsreich und düster.“

## Fortsetzungen und Spin-offs
Das Spiegellabyrinth ist der erste Teil einer dreiteiligen Romanreihe.
Der zweite Teil wurde im August 2007 unter dem Titel Seeing Redd in Amerika veröffentlicht; im deutschsprachigen Raum ist er unter dem Titel „Der Herzkristall“ angekündigt, jedoch bis jetzt noch nicht erschienen. Der dritte Teil wurde im Jahr 2009 unter dem Titel ArchEnemy veröffentlicht.
Zusätzlich erschien im englischsprachigen Raum eine Comic-Reihe mit dem Titel Hatter M, die sich mit Mac Rehhut und seiner dreizehnjährigen Suche nach Prinzessin Alyss beschäftigt.

## Sonstiges
- Das Buch zeigt diverse Gemeinsamkeiten mit dem Spiel American McGee’s Alice das ebenfalls auf den Romanvorlagen von Carroll beruht. So verliert Alice/Alyss in beiden Fällen ihre Familie auf grausame Weise, woraufhin die Herzkönigin eine gewaltsame Herrschaft über das Wunderland antritt. Im Gegensatz zum Buch, ist im Computerspiel die Herzkönigin aber nicht selbst für den Tod von Alice’ Eltern verantwortlich, sondern ihre Grausamkeit resultiert erst aus diesem Ereignis.
- Wundertropolis erinnert in seiner Beschreibung an die Smaragdstadt im Zauberer von Oz